# Fausto Calderazzo
Fausto Calderazzo (Parma, 8 marzo 1930 – Pisa, 1º giugno 2014) è stato un chimico italiano.
È considerato un pioniere della chimica organometallica.

## Biografia
Fausto Calderazzo nacque a Parma nel 1930. Indeciso se studiare chimica o medicina, scelse di iscriversi a chimica all'Università di Firenze. Nel 1952 si laureò con una tesi sui complessi di nichel(II) sotto la guida del professor Luigi Sacconi, assistente di chimica fisica a Firenze. Dopo il servizio militare di leva, nel 1954 entrò come ricercatore nel gruppo di Giulio Natta al Politecnico di Milano, inizialmente sotto la supervisione di Piero Pino; da quel momento le sue ricerche si focalizzarono sulla chimica organometallica. Il lavoro al politecnico continuò fino al 1962, con una parentesi di un anno nel 1960 passata al Massachusetts Institute of Technology nel gruppo di ricerca di Frank Albert Cotton. Nel 1963 entrò a far parte del Cyanamid European Research Institute a Ginevra, inizialmente come ricercatore, e in seguito come direttore del gruppo di sintesi inorganica. Nel 1968 fu nominato professore di chimica generale e inorganica all'Università di Pisa, dove rimase fino all'improvvisa scomparsa avvenuta nel 2014.

## Contributi
Il principale campo di ricerca di Calderazzo fu la chimica organometallica. Alcuni settori specifici furono i seguenti: Metallocarbonili dei primi e ultimi gruppi dei metalli di transizione, in particolare Cr(CO)6, V(CO)6; caratterizzazione del meccanismo della reazione di inserzione migratoria di CO nel legame M–CO; complessi arenici e ciclopentadienilici; complessi contenenti il legante N,N-dialchilcarbammato, O2CNR2–; andamenti periodici dell'affinità metallo-legante; chimica di coordinazione delle superfici. 
Queste ricerche sono documentate da circa 300 articoli pubblicati su riviste scientifiche.

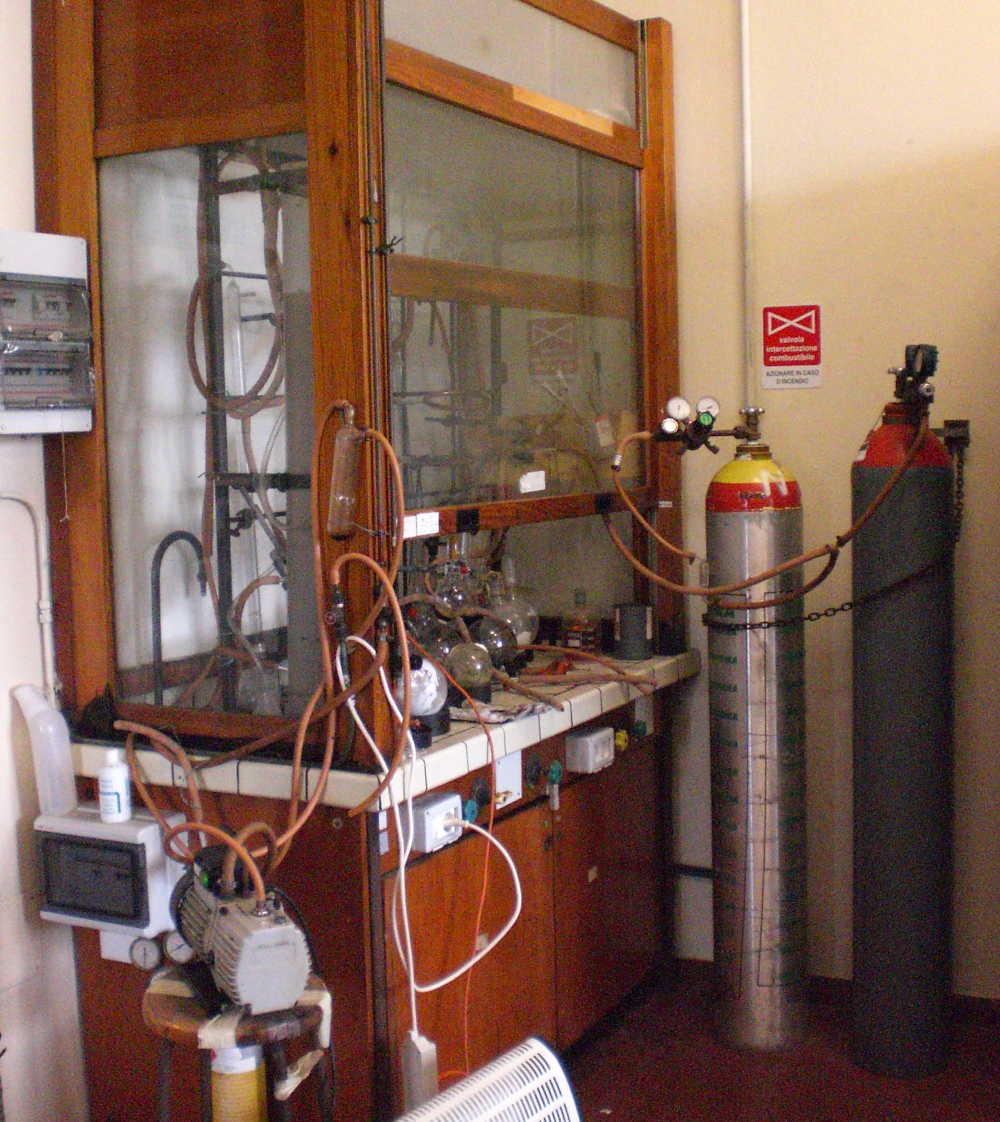
Cappa usata da Calderazzo per le proprie ricerche; Università di Pisa, anno 2009

## Riconoscimenti
Calderazzo ricevette vari premi e riconoscimenti, tra i quali:
- 1989 Membro corrispondente dell'Accademia Nazionale dei Lincei (effettivo da 1999)
- 1994 Medaglia Luigi Sacconi della Società Chimica Italiana